# Ocellularia violacea
Ocellularia violacea är en lavart. Ocellularia violacea ingår i släktet Ocellularia och familjen Thelotremataceae.

## Underarter
Arten delas in i följande underarter:
- violacea
- glauca